# Altdamm-Colberger Eisenbahn-Gesellschaft

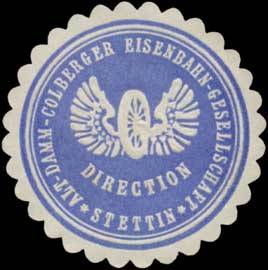
Siegelmarke

Die Altdamm-Colberger Eisenbahn-Gesellschaft (ACE) wurde 1880 in Stettin gegründet. Aktionäre waren der Preußische Staat, die Provinz Pommern, die Kreise Naugard und Greifenberg sowie die Städte Gollnow, Naugard, Plathe, Greifenberg, Treptow und Colberg, aber auch Privatpersonen.
Sie ließen durch die Firma Lenz & Co. GmbH eine eingleisige normalspurige Eisenbahnstrecke erbauen, die in Altdamm nahe bei Stettin im damaligen Kreis Randow von der Hauptbahn Stettin–Stargard abzweigte und in nordöstlicher Richtung über Gollnow–Naugard–Greifenberg und Treptow die Ostseeküste bei Colberg erreichte. Die 122 Kilometer lange Strecke kürzte den bisherigen Weg über Stargard–Belgard um etwa 50 Kilometer ab.
Der Personenverkehr wurde am 1. April 1882 bis Greifenberg und am 25. Mai 1882 bis Colberg (seit 1891 Kolberg) aufgenommen. Güterzüge waren auf dem ersten Abschnitt schon ab 1. Januar gefahren. Der Transport von Vieh und anderen landwirtschaftlichen Produkten stellte die Haupteinnahmequelle der Gesellschaft dar.
Neben einer 14 Kilometer langen Stichbahn in die Kreisstadt Regenwalde, die seit dem 1. November 1893 in Piepenburg (zwischen Naugard und Plathe) abzweigte, brachte die Verlängerung der Bahn entlang der Ostseeküste einen weiteren Zuwachs an Verkehr. Am 18. Mai 1899 wurde die 43 Kilometer lange Strecke von Kolberg in die Bezirkshauptstadt Köslin eröffnet. Damit war das Streckennetz der ACE auf insgesamt 179 Kilometer Länge angewachsen. In diesem Zustand wurde es am 1. April 1903 in die Preußische Staatsbahn eingegliedert.
Vorsitzender des Direktoriums war bis zum 22. Dezember 1882 Wilhelm von Haselberg († 1882) Nach seinem Tod wurde Friedrich Lenz Mitglied des Direktoriums bis zur Verstaatlichung.

## Fahrzeuge

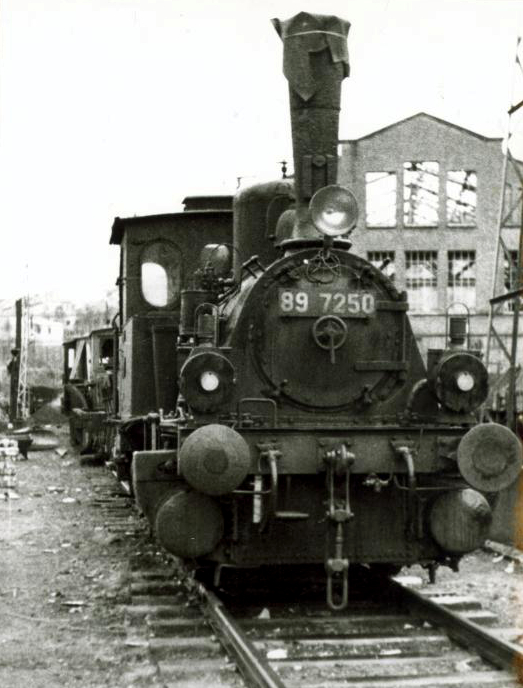
89 7250, 1940 in Narvik

- Dampflokomotive Nr. 15: Borsing 4684/1898, Gewicht 32 t, Länge 8591 mm, Zylinderdurchmesser 350 mm, Wasser 4 t, Kohle 1,04 t. Nach Übernahme durch die KPEV Stettin 1748, später geändert in 6148. Bei der Deutschen Reichsbahn erhielt sie die Betriebsnummer 89 7250. Von Mai 1940 bis 1941 wurde die Lokomotive vom Betriebswerk Narvik eingesetzt. Die Zuführung und die Rückführung erfolgte durch Schweden. Danach wurde die Lokomotive in Stettin beheimatet und soll bei Kriegsende von der sowjetischen Militärverwaltung beschlagnahmt worden sein.[3][4]